# Чудці (присілок)
Чудці (рос. Чудцы) — присілок Бокситогорського району Ленінградської області Росії. Входить до складу Самойловського сільського поселення.
Населення — 36 осіб (2003 рік). 